# Hadmersleben
Hadmersleben là một đô thị thuộc huyện Börde, bang Saxony-Anhalt, Đức.
Đô thị Hadmersleben có diện tích 23,39 km², dân số cuối năm 2006 là 1845 người.